# 95959 Covadonga
95959 Covadonga è un asteroide della fascia principale. Scoperto nel 2003, presenta un'orbita caratterizzata da un semiasse maggiore pari a 3,0759952 UA e da un'eccentricità di 0,0848664, inclinata di 6,40904° rispetto all'eclittica.
Dal 25 gennaio al 7 aprile 2005, quando 95962 Copito ricevette la denominazione ufficiale, è stato l'asteroide denominato con il più alto numero ordinale. Prima della sua denominazione, il primato era di 90528 Raywhite.
L'asteroide è dedicato a Covadonga Camblor, moglie dello scopritore.